# Franz Radermacher
Franz Radermacher (Hachen, 30 de março de 1882 - Porto Alegre, ?) foi um escultor e ornatista de origem alemã radicado no Brasil.

## Vida
Nascendo em uma família pobre, foi destinado ao sacerdócio, iniciando seus estudos em um seminário jesuíta, mas não concluiu a formação e optou pela carreira artística, estudando na Escola de Artes e Ofícios de Dusseldorf.
Viajou para Porto Alegre em 1913, contratado por João Vicente Friedrichs para fazer parte de sua oficina de escultura e decoração predial. Chegou com atestado de proficiência emitido pelo atelier Zobus & Eisenmenger, de Dusseldorf. Foi um dos mais importantes decoradores da firma de Friedrichs, que em seu apogeu foi a mais requisitada da capital. Ali trabalhou por dois anos, colaborando em quase todos os projetos da firma.
Trouxe inovações no método de trabalho da ornamentação de fachadas na época, modelando as figuras diretamente sobre o local definitivo e prescindindo de moldes de barro e fôrmas de gesso. Segundo Fernando Corona, esta técnica revolucionou o campo da decoração predial na cidade, sendo adotada generalizadamente. Sua primeira obra foi o brasão do Brasil na fachada do prédio antigo dos Correios e Telégrafos, na Praça da Alfândega. Depois participou da decoração de diversos outros prédios, hoje históricos e tombados, da capital gaúcha, incluindo o Palácio Piratini, onde produziu molduras e ornamentos em gesso, e a antiga Delegacia Fiscal, hoje o Museu de Arte do Estado.
Mais tarde abriu seu próprio atelier de escultura e decoração, sendo contratado para realizar diversas obras pelo interior do estado. Destacam-se a estatuária da Igreja de Galópolis, ornatos para a sede da Prefeitura de Dom Pedrito e uma estátua monumental de Nossa Senhora da Conceição para a Matriz de Getúlio Vargas.